# Ciclo di Pern
Il ciclo di Pern o dei Dragonieri di Pern (Dragonriders of Pern) è una serie di romanzi di genere science fantasy iniziato dalla scrittrice irlandese-statunitense Anne McCaffrey nel 1967. Il ciclo comprende un nucleo originale di due trilogie direttamente interconnesse, undici romanzi autoconclusivi organizzabili in quattro sequenze, e una serie di romanzi scritti dall'autrice col suo secondo figlio, Todd McCaffrey, o solo da quest'ultimo, con alcuni spin-off e comprese alcune opere destinate a un pubblico di giovani adulti.
Nel 1968 il romanzo breve La cerca del Weyr (Weyr Search, 1967), primo capitolo del ciclo, vinse il Premio Hugo per il miglior romanzo breve, divenendo il primo premio Hugo assegnato a un'autrice donna.
Le vicende narrate nel ciclo sono ambientate nel pianeta immaginario di Pern, facente parte del sistema stellare (reale) di Rukbat, situato nella costellazione del Sagittario, la cui cultura è narrata dagli albori della sua storia, quando viene colonizzato da una popolazione di origine terrestre, che nel corso delle generazioni assume caratteristiche originali perdendo la memoria delle proprie origini.

## Elenco dei romanzi
Per ogni testo è iniziata la prima edizione originale e l'eventuale prima traduzione in italiano. Le opere sono state composte in ordine anacronico e vengono qui elencate secondo la cronologia interna.

### Epoca dello Sbarco
Tre romanzi e una raccolta di racconti fra loro autonomi, ma cronologicamente consequenziali, che narrano l'arrivo su Pern dei coloni terrestri e le origini della cultura perniana.
1. Pern e L'alba dei draghi (Dragonsdawn)[3], Del Rey / Ballantine, 1988. Traduzione di Ornella Ranieri Davide, diviso in due tomi ne Il Libro d'Oro della Fantascienza 39 e 42, Fanucci Editore, 1990.
2. The Chronicles of Pern: First Fall, Del Rey / Ballantine, 1993. Raccolta di cinque testi brevi, di cui tre inediti:
  - "Volo di ricognizione" ("The Survey: P.E.R.N.c"), inedito. Traduzione di Giovanni Sanfratello, nell'antologia Millemondiestate 1994: 20 racconti, Millemondi 27, Arnoldo Mondadori Editore, maggio 1994.
  - The Dolphins' Bell, come chapbook per Wildside Press, 1993.
  - "The Ford of Red Hanrahan", inedito.
  - The Second Weyr, inedito.
  - Rescue Run, Analog Science Fiction and Fact agosto 1991.
3. Red Star Rising o Dragon's Eye, Bantam Books, 1996.

### Dittico del Sesto Passaggio
Due romanzi autonomi che raccontano nel dettaglio eventi divenuti leggendari durante Saga del Nono Passaggio.
- Moreta, la signora dei draghi (Moreta: Dragonlady of Pern), Del Rey / Ballantine, 1983. Traduzione di Gianluigi Zuddas, Il Libro d'Oro della Fantascienza 7, Fanucci Editore, 1984.
- Nerilka (Nerilka's Story), Del Rey / Ballantine, 1986. Traduzione di Maria Teresa Tenore, Il Libro d'Oro della Fantascienza 14, Fanucci Editore, 1987.

### Saga del Nono Passaggio
Il nucleo originario della serie consiste di due saghe di tre romanzi ciascuna che si sviluppano in parallelo e si riconnettono nel finale: nello specifico, gli eventi della trilogia degli Arpisti sono contemporanei al primo e secondo romanzo della trilogia originale, e i protagonisti di entrambi i cicli appaiono assieme nell'ultimo romanzo della trilogia originale. Successivamente l'autrice ha composto un romanzo e una raccolta di racconti prequel ambientati subito prima dell'esalogia originale, che ne espandono e dettagliano alcuni personaggi minori.

#### Opere prequel
- The Masterharper of Pern, Ballantine Books, 1998.
- A Gift of Dragons, Del Rey / Ballantine, 2002. Raccolta di quattro testi brevi, di cui uno inedito:
  - "La scelta del drago" o "Il piccolo cavaliere di draghi" ("The Smallest Dragonboy"), nell'antologia Science Fiction Tales, a cura di Roger Elwood, Rand McNally & Company, 1973. Traduzione di Claudio De Nardi, nell'antologia Top Fantasy. Il meglio della letteratura fantastica, a cura di Josh Pachter, Narrativa Reverdito, Reverdito Editore, 1989.
  - "La ragazza che sentiva i draghi" ("The Girl Who Heard Dragons"), come chapbook per Cheap Street, 1986. Traduzione di Luca Briasco, nell'antologia I tesori della fantasy, a cura di Sandro Pergamo, Economica Tascabile 2ª serie n. 2, Fanucci Editore, 2000.
  - La messaggera di Pern (Runner of Pern), nell'antologia Legends (Legends), a cura di Robert Silverberg, Tor Books, 1998. Traduzione di Francesco Di Foggia in Legends. Primo Volume, I Libri della Mezzanotte 8, Sperling & Kupfer, 2001.
  - "Ever the Twain", inedito.

#### Trilogia originale
1. Volo di drago o Il volo del drago (Dragonflight), Ballantine Books, 1968. Traduzione di Roberta Rambelli, Orizzonti. Capolavori di Fantasia e Fantascienza VIII.1, Fanucci Editore, 1975. Fix-up di due romanzi brevi apparsi su rivista:
  - La cerca del Weyr (Weyr Search), Analog Science Fiction -> Science Fact ottobre 1967. Traduzione di Roberta Rambelli, nell'antologia I Premi Hugo 1955-1975, a cura di Isaac Asimov, Grandi Opere Nord 4, Editrice Nord, 1978.
  - Dragonrider, serializzato in due puntate in Analog Science Fiction -> Science Fact dicembre 1967 e gennaio 1968.
2. La cerca del drago o I dragonieri di Pern (Dragonquest), Ballantine Books, 1971. Traduzione di Roberta Rambelli, Orizzonti. Capolavori di Fantasia e Fantascienza VIII.2, Fanucci Editore, 1978.
3. Il drago bianco (The White Dragon), Del Rey / Ballantine, 1978. Traduzione di Roberta Rambelli, Orizzonti. Capolavori di Fantasia e Fantascienza VIII.3, Fanucci Editore, 1979.

#### Trilogia degli Arpisti
1. Il canto del drago (Dragonsong), Atheneum, 1976. Traduzione di Roberta Rambelli, Orizzonti. Capolavori di Fantasia e Fantascienza VIII.4, Fanucci Editore, 1981.
2. La ballata del drago (Dragonsinger), Atheneum, 1977. Traduzione di Roberta Rambelli, Orizzonti. Capolavori di Fantasia e Fantascienza VIII.5, Fanucci Editore, 1981.
3. Il mondo del drago (Dragondrums), Atheneum, 1979. Traduzione di Roberta Rambelli, Orizzonti. Capolavori di Fantasia e Fantascienza VIII.6, Fanucci Editore, 1982.

### La ricostruzione di Pern
Quattro romanzi fra loro autonomi, ma cronologicamente consequenziali, che si svolgono verso la fine e subito dopo gli eventi della saga del Nono Passaggio e ne descrivono gli effetti sulla società perniana.
1. I fuorilegge di Pern (The Renegades of Pern), Del Rey / Ballantine, 1989. Traduzione di Gaetano Luigi Staffilano, Altri Mondi 26, Arnoldo Mondadori Editore, 1991.
2. Nel tempo di Pern (All the Weyrs of Pern), Del Rey / Ballantine, 1991. Traduzione di Gaetano Luigi Staffilano, Uraniargento 2, Arnoldo Mondadori Editore, 11 Aprile 1995.
3. I delfini di Pern (The Dolphins of Pern), Del Rey / Ballantine, 1994. Traduzione di Gaetano Luigi Staffilano, Urania 1297, Arnoldo Mondadori Editore, 24 Novembre 1996.
4. The Skies of Pern, Bantam Books, 2001.

### Libri di Todd McCaffrey o di Anne e Todd
Dal 2003, Anne McCaffrey e il suo secondo figlio Todd McCaffrey hanno sviluppato le storie svoltesi 500 anni dopo l'atterraggio. Al 2014 sono inedite in italiano.

#### Prima sequenza
1. Dragon's Kin (2003), di Anne e Todd McCaffrey)
2. Dragon's Fire (2006), di Anne e Todd McCaffrey (si svolge durante e dopo gli avvenimenti di Dragon's Kin)
3. Dragon Harper (dicembre 2007), di Anne e Todd McCaffrey

#### Seconda sequenza
1. Dragonsblood (2005), di Todd McCaffrey
2. Dragonheart (novembre 2008), di Todd McCaffrey (ambientato durante Dragonsblood)
3. Dragongirl (luglio 2010) di Todd McCaffrey (seguito di Dragonheart e Dragonsblood)
4. Dragon's Time (giugno 2011), di Anne e Todd McCaffrey (seguito di Dragongirl)

## Ambientazione

### Sistema stellare di Rukbat
(Anne McCaffrey, op. cit., prologo di Volo del Drago)
Pern è il terzo pianeta dell'orbita della stella di Rukbat, l'unico in grado di sostenere la vita.
Gli altri pianeti sono rocciosi o giganti gassosi.
Il pianeta estraneo, o Stella Rossa, così chiamato dai pernesi, è stato attratto dalla forza gravitazionale di Rukbat nel corso del tempo.
Tutt'intorno al sistema di Rukbat vi è la Nube di Oort, luogo di origine dei Fili.

### Clima e geografia di Pern
Il pianeta Pern possiede due grandi continenti, il Continente Settentrionale e il Continente Meridionale, più alcuni piccoli arcipelaghi, e un solo Oceano.
Il Continente Meridionale fu il luogo prescelto per l'atterraggio delle astronavi dei primi coloni. È caratterizzato dalle numerose baie nelle coste e alterna grandi foreste a estesi deserti. Il clima è di tipo tropicale.
Il Continente Settentrionale è il luogo dove i capitani delle astronavi condussero i coloni per proteggerli dalle devastazioni causate dai Fili. Il paesaggio predominante è montuoso e collinare, le pianure vi sono nei pressi delle coste.

### Fili
I Fili sono ovoidi dal guscio duro che mutano a contatto con l'atmosfera di Pern, si assottigliano e cadono sotto forma di lunghi filamenti argentei. Sono organismi voraci che divorano materia organica basata sul carbonio.
Quando riescono a arrivare sul terreno di Pern scavano in profondità della terra e si costruiscono una tana, dove si riproducono e da lì iniziano la loro opera di distruzione.
Sono tuttavia deboli a:
- Contatto col fuoco: di solito la maggior parte dei Fili muoiono bruciati dal fuoco dei draghi dei dragonieri.
- contatto con l'acqua: quando un Filo cade nell'oceano muore in poco tempo e viene mangiato dai pesci.
- I bruchi: I bruchi di Pern sono stati geneticamente modificati dai primi coloni e sono diffusi su tutto il continente meridionale, appena trovano un Filo lo divorano e inoltre favoriscono la ricrescita della vegetazione distrutta dai Fili.

I Fili cadono su Pern a intervalli di circa 250 anni, e un Passaggio, ovvero quando la Stella Rossa si trova nell'orbita di Pern, dura 50 anni. Il periodo del giorno durante il quale i Fili cadono su Pern è chiamato Caduta.

### Draghi e lucertole di fuoco
I draghi sono esseri creati dai primi coloni modificando geneticamente una razza indigena del pianeta, le lucertole di fuoco.
Non esistono draghi selvatici, a ogni drago, dal momento in cui escono dall'uovo, viene assegnato un umano, chiamato dragoniere, scelto dal drago stesso.
Quando il drago ha puntato un umano, questo deve imprimergli lo Schema dell'Apprendimento, ovvero il legame mentale che si formerà fra Drago e Dragoniere.
Per poter sputare fuoco, nella guerra contro i Fili, ogni drago deve masticare le Pietre Focaie, che, rilasciando dello zolforo nello stomaco dei draghi, permettono loro di eruttare fiamme ruggendo.
Vi sono 5 tipi di drago, equivalenti a 5 colori diversi: L'oro (delle regine), il bronzeo, il marrone, l'azzurro e il verde. Nel libro "I Dragonieri di Pern", compare Ruth, il primo drago bianco della storia di Pern.

#### Dragonesse d'oro
Le dragonesse d'oro sono le regine dei Wheyr.
Esse sono i draghi più grandi e più rari che nascono dalle covate. Le loro compagne vengono cercate tra le componenti delle eredi del Sangue delle Fortezze, delle quali la maggior parte provengono da quella di Ruatha.
Le regine, come anche le dragonesse verdi, scelgono il loro compagno durante il Volo Nuziale, durante il quale la dragonessa vola in alto e lontano, e si accoppierà col drago che riuscirà a raggiungerla.
Nella lotta contro i Fili esse volano rasoterra, eliminando quelli scampati agli altri draghi. Tuttavia, dato che non possono masticare la Pietra Focaia, per via del fatto che se lo facessero rimarrebbero sterili, combattono con un lanciafiamme utilizzato dal suo dragoniere.
La più grossa regina esistente è Ramoth, legata a Lessa, compagnia di Flar, del Wheyr di Benden.

#### Draghi bronzei
I draghi bronzei sono i compagni delle regine, sono i più grossi draghi maschi di Pern e i loro squadroni sono quelli che formano la prima linea di difesa contro i Fili durante le Cadute.
I bronzei sono gli unici autorizzati, per tradizione, a levarsi nel volo nuziale di una regina, per via del fatto che essendo i più grossi maschi della loro razza, sono gli unici che riescono a raggiungere in volo le regine.
Il più grosso bronzeo vivente è Mnementh, drago di Flar, signore di tutti i Wheyr e dragonieri.

#### Draghi marroni
I Draghi Marroni sono i terzi in ordine di dimensione, loro sono quelli che, dopo i bronzei, svolgono il lavoro più pesante durante la guerra contro i Fili: in formazioni devono andare a scontrarsi con veri e propri muri di Fili, uscendone molte volte feriti e gravemente ustionati.
I draghi marroni, come gli azzurri, possono accoppiarsi solo con le dragonesse verdi, tuttavia, nel libro I Dragonieri di Pern, il cavaliere del marrone Canth, F'Nor, ha quasi violato la tradizione per amore di Brekke, regina di Pridenth.

#### Draghi azzurri
I draghi azzurri sono i più piccoli dei draghi maschi di Pern, eccezion fatta per Ruth, il drago bianco.
Nella lotta contro i fili essi, insieme alle verdi, hanno il compito di eliminare i nemici che cadono isolati o eliminare i residui dei blocchi distrutti dai marroni e dai bronzei.
Possono accoppiarsi solo con le verdi.

#### Dragonesse verdi
Le dragonesse verdi sono la specie di draghi più piccola che ci sia, e nella guerra contro i fili si comportano come gli azzurri.
Le verdi possono accoppiarsi con tutti i draghi, compresi i bronzei.

#### Ruth
Ruth è l'unico drago bianco della storia di Pern.
Nato da una delle covate di Ramoth, è nato grazie all'aiuto di Jaxom, signore di Ruatha, che lo aiutò a uscire dall'uovo.
Jaxom fu il primo signore di una Fortezza che diventò dragoniere, e per questo fu contestato a lungo dagli altri signori e dagli stessi dragonieri.
Ruth è uno dei pochi draghi che sanno esattamente dove appariranno quando vanno in mezzo, e soprattutto quando appariranno, se andranno in mezzo al tempo.

#### Lucertole di fuoco
Le lucertole di fuoco sono gli esseri da cui sono nati i draghi.
A differenza dei draghi però possono andare in mezzo dove e quando vogliono.
Sono stati trovati da F'Nor nel Continente Meridionale e da allora essi sono stati distribuiti in tutto Pern.
Sono usati soprattutto come messaggeri, ma molti li usano anche come spie, cosa che attirò l'ira di Lessa su questi draghi in miniatura ne Il Drago Bianco.
Hanno comunque la stessa struttura gerarchica dei draghi e, al contrario di loro, posseggono una notevole memoria e un alto senso del pericolo.

### Nel Mezzo

#### Nello spazio
I draghi e le Lucertole di Fuoco hanno la caratteristica di andare In Mezzo, ovvero un luogo che non esiste realmente, per annullare le distanze: se un dragoniere si trova sul Continente Meridionale, andando in mezzo in meno di tre respiri si può ritrovare sulla più alta montagna del Continente Settentrionale.
Non si conosce la distanza massima che si può coprire andando In Mezzo, la più grande compiuta finora è da parte di F'Nor, che ha raggiunto la Stella Rossa orientandosi grazie alle nuvole, quasi morendo nel tentativo.
Per potersi spostare in mezzo occorre però conoscere l'esatta ubicazione del posto in cui ci si vuole teletrasportare, o si può rischiare di apparire dentro una montagna o nel fondo di un lago.

#### Nel tempo
Andare In Mezzo nel tempo è ancora più pericoloso, si rischia di apparire in un luogo diverso da quello di partenza.
Inoltre il tempo di permanenza in mezzo aumenta col numero di Giri (anni pernesi) che si deve attraversare, e essendo in mezzo il luogo più freddo che esista, più a lungo si sta più si rischia l'ipotermia.
La più grande distanza di Giri coperta è stata da Lessa, che ha portato nel presente gli Antichi, con un balzo di 400 giri.

### Politica su Pern
Nel corso dei secoli, la società gerarchia si allontanò da quella che era l'organizzazione dei primi coloni.
Per via dei Fili non è stato possibile costruire una civiltà basata su città: la popolazione di Pern abita quindi in tre diversi tipi di luoghi: le Fortezze (o Tenute Marine se situate nelle coste), le Sedi delle Arti e i Wheyr.

#### Fortezze
Le Fortezze sono governati dai Signori, o Lord. Ogni signore per tradizione deve governare una sola Fortezza.
Prima del Passaggio Fax, signore di Fort, aveva conquistato 6 Fortezze, ma fu ucciso da Flar in un duello per legittimare la sovranità di suo figlio Jaxom su Ruatha.
Le Tenute Marine sono le fortezze costiere, tra le quali spiccia quella del Semicerchio, luogo di origine di Menolly.

#### Sedi delle arti
Per via dei Fili, su Pern non vi sono molti viaggiatori. Per mantenere vive le conoscenze rimaste ai pernesi sono nate le Sedi delle Arti luoghi dove studiare e imparare. Vi sono sedi per qualsiasi attività, ma le più importanti sono quelle degli Arpisti, dei Fabbri e degli Agricoltori.

#### Wheyr
I wheyr sono la sede dei dragonieri.
Il più antico è quello di Fort, seguito da quello di Benden.
In ogni wheyr la compagna della regina più vecchia è la Dama del Wheyr, e il suo compagno è il signore di tutti i dragonieri di quel wheyr.
Vi sono 7 wheyr in totale: 6 nel Continente Settentrionale e uno in quello meridionale, sede degli Antichi.

## Opere derivate
Anne McCaffrey con Jody Lynn Nye ha scritto il saggio-guida The Dragonlover's Guide to Pern (1989; espanso 1997). Jody Lynn Nye ha anche scritto due librogiochi su Pern.